# All We Need Is Love (sang)
"All We Need Is Love" er en dansk sang fra 2000 af Det Brune Punktum og Landsholdet, som var Danmarks officielle fodboldsang til EM i 2000.